# Пиловойти
Пилово́йти (бел. Пілаво́йці, пол. Piłowojcie) — хутор в Сморгонском районе Гродненской области Белоруссии.
Входит в состав Жодишковского сельсовета.
Расположен северной части района на правобережьи реки Половойка. Расстояние до районного центра Сморгонь по дороге — около 20 км, до центра сельсовета агрогородка Жодишки по прямой — чуть менее 2 км. Ближайшие населённые пункты — Буянцы, Жодишки, Соченяты.
Согласно переписи население Пиловойтей в 1999 году насчитывало 4 жителя.